# Brussels Museum voor Arbeid en Industrie
Het Brussels Museum voor Arbeid en Industrie - La Fonderie (Frans: Musée bruxellois de l'industrie et du travail - La Fonderie) is een museum in Sint-Jans-Molenbeek in het Brussels Hoofdstedelijk Gewest. Het museum richt zich op de industriële, in combinatie met de sociale geschiedenis van het gewest.
Het Brusselse gewest werd in de voorgaande eeuwen sterk geïndustrialiseerd en werd om die reden ook wel het Belgische Manchester genoemd, de Engelse stad die een belangrijke rol speelde in de industriële revolutie.

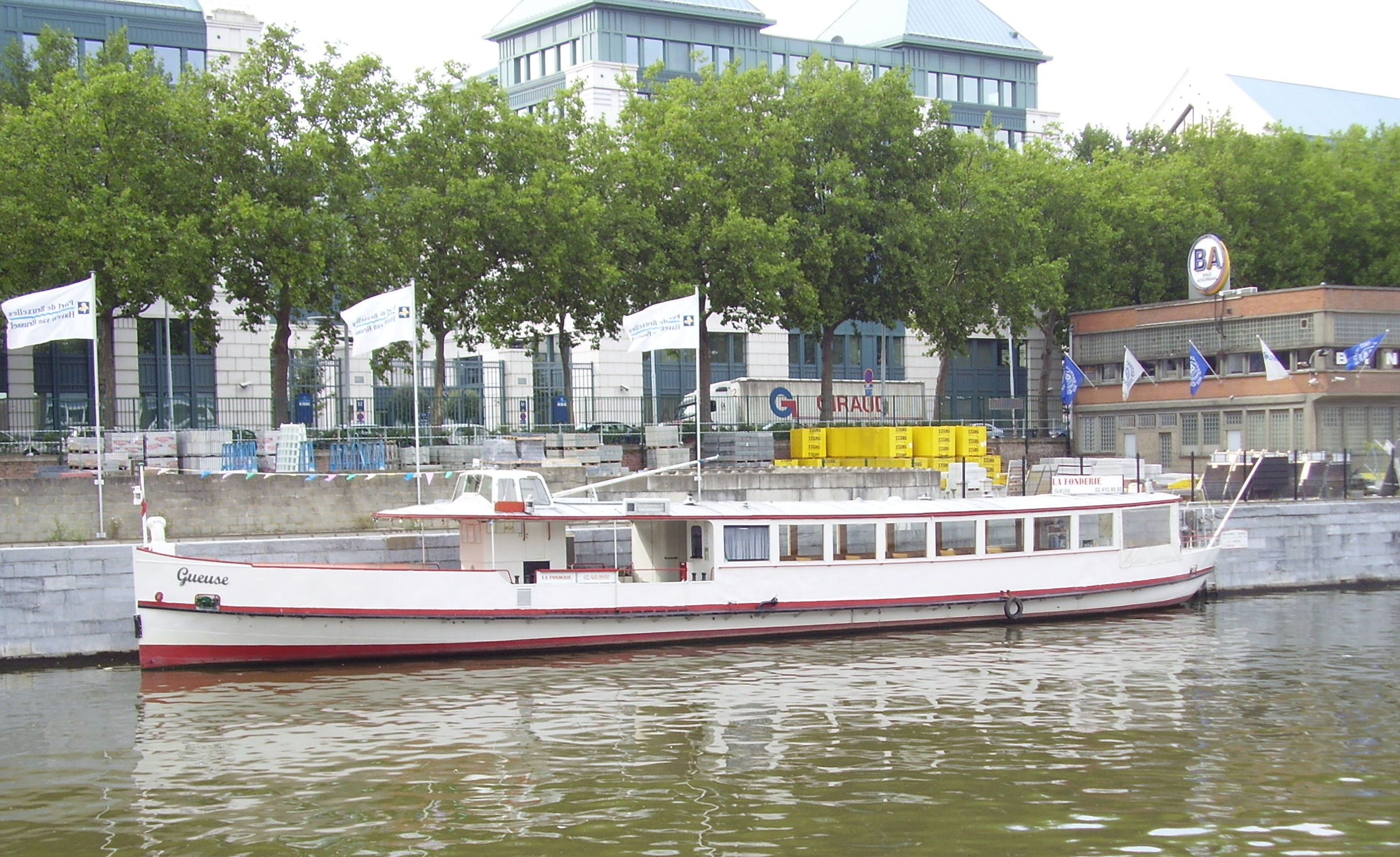
Rondvaartboot Gueuse

Op het terrein bevinden zich gerestaureerde gebouwen die een beeld geven uit de tijd van de industrialisatie. Het museum is gevestigd op het terrein van de voormalige bronsfabriek Compagnie des Bronzes de Bruxelles. De fabriek was operationeel van 1854 tot 1979. Centraal staat de La Fonderie, vertaald De Gieterij.
Daarnaast staan er tal van machines en gereedschappen tentoongesteld en is er een documentatiecentrum. Het museum geeft een beeld, variërend van de ontwikkeling van de industrie tot en met verandering van het sociale leven van de werkende klasse.
De industrialisatie was van grote invloed op de ontwikkeling van de regio. Vanaf de oude bronsfabriek is er toegang tot het kanalenstelsel van het hoofdstedelijke gewest. Vanaf de kade voor de fabriek vertrekt een rondvaartboot die verschillende routes aflegt door Molenbeek en Brussel-stad.

## Galerij
| asfalteermachine en flessenvuller         |
| een asfalteermachine en een flessenvuller |

| houtbewerkingsmachine en linotype-zetmachine         |
| een houtbewerkingsmachine en een linotype-zetmachine |